# Adeodato López
Adeodato López (* 1. Februar 1906; † 4. Mai 1957) war ein mexikanischer Fußballspieler auf der Position eines Stürmers.

## Leben
López war 1923 einer von sieben Spielern, die alle sechs Spiele der mexikanischen Nationalmannschaft gegen Guatemala, seinerzeit der einzige Länderspielgegner Mexikos, bestritten. Mit sechs Treffern war er nicht nur der erfolgreichste Torschütze in diesen Begegnungen, sondern außerdem der einzige Mexikaner, dem (gleich zweimal) ein „Doppelpack“ gelang.
Zu jener Zeit stand López, wie alle Spieler der drei im Januar 1923 ausgetragenen Vergleiche mit dem südlichen Nachbarn, beim Club América unter Vertrag. Ausgerechnet 1924 verließ er die Americanistas und erlebte somit nicht mehr deren Glanzzeit, als die Mannschaft zwischen 1925 und 1928 viermal in Folge die Meisterschaft der Hauptstadtliga gewann.
Später wechselte López zum von der deutschen Kolonie in Mexiko-Stadt gegründeten FV Germania, bei dem er nachweislich 1928 unter Vertrag stand, als er einer von vier verbliebenen Spielern der Nationalmannschaft von 1923 war, die im Olympiaaufgebot der Mexikaner standen. Dort bestritt López das zweite (und letzte) Spiel Mexikos gegen Chile, das mit 1:3 verloren wurde.